# Nalagarh

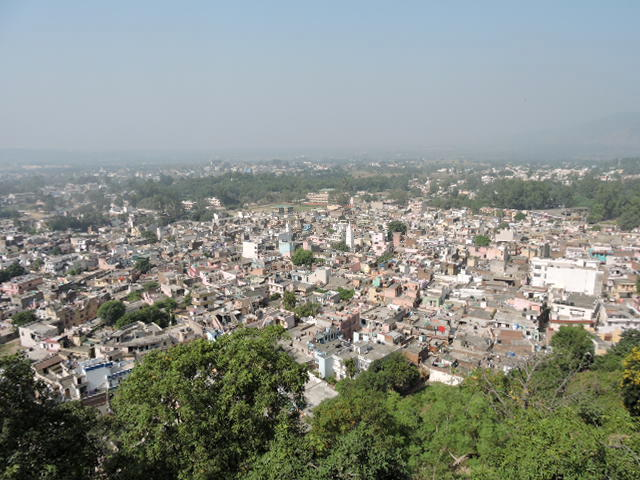
Vue de la ville depuis le palais de l'État princier de Nalagarh

Nalagarh était un État princier des Indes, aujourd'hui État du Penjab. Conquis par les Britanniques, Nalagarh fut dirigé par des souverains qui portaient le titre de « radjah » et qui subsista jusqu'en 1948.
Nalagarh fut occupé par le Népal de 1803 à 1815.

## Liste des radjahs de Nalagarh de 1788 à 1948
- 1788-1803 : Ram Saran-Singh (v.1762-1848)
- 1815-1848 : Ram Saran-Singh (rétabli)
- 1848-1857 : Bija-Singh
- 1860-1876 : Agar-Singh (+1876)
- 1876-1911 : Ishri-Singh (1832-1911)
- 1911-1946 : Jogindra-Singh (1877-1946)
- 1946-1948 : Surendra-Singh (1922-1971).